# Chodowice
Chodowice (ukr. Ходовичі, Chodowyczi) – wieś na Ukrainie, w rejonie stryjskim obwodu lwowskiego. Wieś liczy 893 mieszkańców.
Znajduje tu się stacja kolejowa Chodowice, położona na linii Tarnopol – Stryj.

## Historia
Pod koniec XIX w. część wsi nosiła nazwę Łęgi.
Za II Rzeczypospolitej do 1934 samodzielna gmina jednostkowa. Następnie należała do zbiorowej wiejskiej gminy Daszawa w powiecie stryjskim w woj. stanisławowskiem. Po wojnie wieś weszła w struktury administracyjne Związku Radzieckiego.
We wsi urodził się Ołeksandr Kolessa (1867–1945) – ukraiński działacz społeczny, literaturoznawca, językoznawca.